# Anarquisme negre
L'Anarquisme negre és una doctrina política i filosòfica derivada de l'anarquisme, amb una major èmfasi en la qüestió ètnica. L'anarquisme negre s'oposa a l'existència d'un Estat i a la subjugació i la dominació de la gent de color, i afavoreix una organització no-jeràrquica de societat. Els anarquistes negres volen eliminar el suprematisme blanc, el capitalisme, i l'Estat. Els teòrics inclouen a Ashanti Alston i Lorenzo Komboa Ervin.
Aquesta doctrina sosté que l'anarquisme "tradicional" ha estat fonamentalment propi d'europeus i/o blancs, i en resposta procura forjar un moviment nou que representi la identitat de la gent d'altres races i específicament la raça negra, i que estigui adaptat a la seva pròpia situació única. Això no significaria aïllament, sectarisme, nacionalisme o racisme. Els seus principis no contradiuen per punt els principis llibertaris d'autonomia i identitat local, o en aquest cas racial-cultural.
En contrast amb l'activisme negre, basat històricament en el comandament d'organitzacions jeràrquiques com el Partit de les Panteres Negres, l'anarquisme negre rebutja tal metodologia i es mostra a favor del desenvolupament per la comunicació i la cooperació, amb l'objectiu d'arribar a una revolució econòmica i cultural que acavi amb el racisme, el capitalisme i l'Estat.

## Anarquisme negre en el món

### L'anarquisme negre en el continent africà
És notòria la persistència del tribalisme a Àfrica fins avui. Encara que de vegades aquest pot prendre vies xovinistes, cabdillistes i xenòfobes, d'altra banda pot inspirar als llibertaris en la seva opció per l'autogovern local, el comunalisme i la descentralització. A finalitats de la dècada del 1910 es va establir el sindicat de Treballadors Industrials del Món a Sud-àfrica.
Algunes organitzacions anarquistes africanes són el sindicat anarcosindicalista nigerià Awareness League, Les Forces Anarquistes Democràtiques de Uganda, La Convergència Anti-Capitalista de Kenya, o la Federació Anarquista-Comunista Zabalaza de Sud-àfrica.

### L'anarquisme negre en els Estats Units
En els Estats Units, és notòria la influència que va començar a tenir el pensament anarquista en exactivistes de les Panteres Negres en els anys 70. Entre ells estarien Ashanti Alston, Lorenzo Komboa Ervin, Kuwasi Balagoon, Kai Lumumba Barrow, Greg Jackson, Roger White, Martin Sostre, i altres.
Aquests es van sumar a l'anarquisme després de realitzar una crítica antiautoritària dels postulats bàsicament marxistes-leninistes dels Panteres Negres dels anys 60. D'aquesta forma enriquien l'anarquisme amb la causa antiracista del moviment afroamericà pels drets civils dels anys seixanta.
En els Estats Units d'Amèrica existeix la Federació de la Creu Negra Anarquista (en anglès: Anarchist Black Cross Federation) és una organització que s'encarrega d'oferir suport i solidaritat, als presos polítics anarquistes dels Estats Units. D'una altra banda, també hi han les Persones de Color Anarquistes, (en anglès: Anarchist People of Color) una xarxa social d'anarquistes negres americans.